# Cuiabá Esporte Clube
El Cuiabá Esporte Clube conocido simplemente como Cuiabá y cuyo acrónimo es CEC es un club de fútbol brasileño, con sede en la ciudad de Cuiabá en el Estado de Mato Grosso. Fue fundado el 10 de diciembre de 2001 y desde 2025 juega en el Campeonato Brasileño de Serie B. Ha sido campeón del Campeonato Matogrossense 13 veces y de la Copa Verde en 2 oportunidades. Además del fútbol, el club también cuenta con actividades de fútbol sala.

## Historia
El club fue fundado el 10 de diciembre de 2001 por el futbolista retirado Gaúcho. El club ganó los campeonatos estaduales de 2003 y 2004.

### Crisis financiera
En los años siguientes debido a la insatisfacción de Gaucho con la Federación Matogrossense de Fútbol, y a la crisis financiera luego de que el club no renovara sus contratos con sus patrocinadores, Cuiaba cerró su sección de fútbol en 2006.[cita requerida]

### Regreso
En el año 2009 Cuiabá reabrió su sección de fútbol,[cita requerida] compitiendo así en el Campeonato Mato-Grossense de fútbol.
El club es propiedad de los hermanos Dresch, que también son dueños de Borrachas Drebor, una fábrica de neumáticos situada en Cuiabá que compró las acciones del club de Gaúcho y comenzó a invertir en el club. Drebor es también patrocinador del club. Cuiabá ganó el Campeonato Matogrossense de nuevo en 2011, después de vencer a Barra do Garças en la final. También compitieron en el Copa de Brasil de 2011, cuando fueron eliminados en la primera fase de la copa por el Ceará.
Luego en el 2011 compitieron el la Serie D y ganaron su promoción para jugar en la Serie C luego de ganarle la promoción al club Independente de Tucuruí.
Cuiabá ganó la Copa Verde en 2015. Debido a ese título pudo participar en la Copa Sudamericana 2016.
En su debut en los torneos internacionales, se enfrentó al Chapecoense, equipo que en ese entonces competía en la Serie A. El partido de ida fue de local en el Arena Pantanal, partido que ganó por 1-0. En el partido de vuelta jugado en el Arena Condá, perdió por 3-1, cayendo así eliminado ante el equipo que a posteriori se consagró campeón del torneo.
En la Serie C 2018 finalizó en tercer puesto de su grupo, accediendo a los cuartos de final. En esta ronda eliminó al Atlético Acreano, lo que dio su primer ascenso a la Serie B. Posteriormente eliminó al Botafogo de Ribeirão Preto, aunque en la final perdió ante Operário Ferroviário.
Volvió a ganar la Copa Verde en 2019, sin embargo debido a los cambios de reglamento, no obtuvo cupo a la Copa Sudamericana, aunque obtuvo un cupo a la Copa de Brasil.
En la Serie B 2020 obtuvo el cuarto lugar, lo que le valió el ascenso a la Serie A por primera vez en su historia, convirtiéndose además en el equipo más joven de Brasil en llegar a la máxima categoría del fútbol profesional.
En su debut en la Serie A, finalizó en el puesto 15, a solo 4 puntos del descenso, sin embargo, debido a los títulos de Palmeiras en la Copa Libertadores 2021 y Athletico Paranaense en la Copa Sudamericana 2021, obtuvo el último cupo de clasificación a la Copa Sudamericana 2022.
En su segunda participación en la Copa Sudamericana, participó desde la fase de grupos, compartiendo grupo junto a Racing Club de Argentina, Melgar de Perú y River Plate de Uruguay. Debutó en la competición el 7 de abril como local ante Melgar en el Arena Pantanal, partido que ganó 2-0, con doblete de Elton. La semana siguiente visitó a Racing Club en El Cilindro de Avellaneda, partido que perdió 2-0. Posteriormente jugó sus dos partidos como local ante River Plate y Racing Club, respectivamente, perdiendo ambos por 2-1, siendo la derrota ante Racing la cual decretó su temprana eliminación, debido a que Cuiabá con 3 puntos, ya no podría alcanzar el liderato del grupo, el cual se lo disputaban Melgar y Racing —ambos con 9 puntos—, enfrentándose argentinos y peruanos en la siguiente fecha. En la quinta fecha enfrentó como visitante a River en el Estadio Centenario de Montevideo, donde ganó 2-1 gracias a un doblete de André Luís. Cerró su participación jugando como visitante ante Melgar en el Estadio Monumental de la UNSA de Arequipa, donde perdió 3-1, finalizando así su participación en la tercera posición del grupo, con mismo puntaje y diferencia de goles que River Plate (6 pts., dif: –3), aunque con mayor cantidad de goles a favor (7 a 5).

## Estadio
El Cuiabá Esporte Clube juega sus partidos de local en el Arena Pantanal cuya capacidad máxima de espectadores es de 42,968 y fue construido para la Copa Mundial de Fútbol de 2014, previamente el club jugaba sus partidos de local en el estadio Verdão.

## Jugadores

### Plantilla 2025

#### Altas y bajas 2025 (otoño)
| Altas         | Altas     | Altas        | Altas                     | Altas |
| Jugador       | Posición  | Procedencia  | Tipo                      | Costo |
| ------------- | --------- | ------------ | ------------------------- | ----- |
| De Lucca      | Volante   | Vasco        | Rescisión de contrato.    | --    |
| Alan Empereur | Defensa   | Mirassol     | Interrupción de préstamo. | --    |
| Edu           | Delantero | Agente libre | Libre.                    | --    |

| Bajas               | Bajas     | Bajas       | Bajas     | Bajas |
| Jugador             | Posición  | Procedencia | Tipo      | Costo |
| ------------------- | --------- | ----------- | --------- | ----- |
| Raylan              | Defensa   | Avaí        | Préstamo. | --    |
| Emerson Negueba     | Delantero | Avaí        | Préstamo. | --    |
| Eliel               | Delantero | Paysandu    | Préstamo. | --    |
| Gabriel Knesowitsch | Defensa   | Mirassol    | Préstamo. | --    |

## Entrenadores
- Oscar Conrado (enero de 2006–2006)[53][54]
- Mosca (2009–agosto de 2009)[55]
- Valter Ferreira (agosto de 2009–diciembre de 2009)[55][56]
- Neto (interino- diciembre de 2009)[56]
- Ary Marques (diciembre de 2009–septiembre de 2012)[57][58]
- Luciano Dias (septiembre de 2012–octubre de 2012)[59][60]
- Ary Marques (diciembre de 2012–agosto de 2013)[61][62]
- Mazola Júnior (agosto de 2013–diciembre de 2013)[63]
- Gian Rodrigues (diciembre de 2013–febrero de 2014)[64][65]
- Edno Ferraz (interino- febrero de 2014)[65]
- Luciano Dias (febrero de 2014–septiembre de 2014)[66][67]
- Márcio Goiano (septiembre de 2014–octubre de 2014)[68][69]
- Fernando Marchiori (noviembre de 2014–julio de 2015)[70][71]
- Hugo Alcântara (interino- julio de 2015–agosto de 2015)[71]
- Ruy Scarpino (agosto de 2015–octubre de 2015)[72][73]
- Fernando Marchiori (noviembre de 2015–abril de 2016)[74][75]
- Flávio Araújo (abril de 2016–julio de 2016)[76][77]
- Eduardo Henrique (interino- julio de 2016)[77]
- Roberto Fonseca (julio de 2016–junio de 2017)[78][79]
- Moacir Júnior (junio de 2017–septiembre de 2017)[80][81]
- Itamar Schülle (diciembre de 2017–octubre de 2019)[82][83][84]
- Eduardo Henrique (interino- octubre de 2019)[84]
- Marcelo Chamusca (octubre de 2019–noviembre de 2020)[85][86]
- Franco Muller (interino- noviembre de 2020)[86]
- Allan Aal (noviembre de 2020–febrero de 2021)[87][88]
- Franco Muller (interino- febrero de 2021)[89]
- Luiz Fernando Iubel (febrero de 2021–abril de 2021)[90]
- Alberto Valentim (abril de 2021–mayo de 2021)[91][92]
- Luiz Fernando Iubel (interino- mayo de 2021–julio de 2021)[93]
- Jorginho (julio de 2021–diciembre de 2021)[94][95]
- Luiz Fernando Iubel (interino- diciembre de 2021–enero de 2022)[96]
- Eduardo Oliveira (enero de 2022–febrero de 2022)[97]
- Pintado (febrero de 2022–mayo de 2022)[98][99]
- Luiz Fernando Iubel (interino- mayo de 2022–junio de 2022)[99]
- António Oliveira (junio de 2022–diciembre de 2022)[100][101]
- Ivo Vieira (diciembre de 2022–mayo de 2023)[101][102]
- Luiz Fernando Iubel (interino- mayo de 2023)[102]
- António Oliveira (mayo de 2023–febrero de 2024)[103][104]
- Luiz Fernando Iubel (interino- febrero de 2024–mayo de 2024)[105]
- Petit (mayo de 2024–agosto de 2024)[106][107]
- Bernardo Franco (agosto de 2024–presente)[3]

## Datos del club
- Participaciones en la Copa Sudamericana: 2 (2016, 2022)

Mejor posición: Fase de Grupos (2022)

## Participaciones internacionales
| Competición               | Edición           |
| ------------------------- | ----------------- |
| Conmebol Sudamericana (3) | 2016, 2022, 2024. |

### Por competición
| Torneo            | TJ | PJ | PG | PE | PP | GF | GC | DG | Puntos |
| ----------------- | -- | -- | -- | -- | -- | -- | -- | -- | ------ |
| Copa Sudamericana | 3  | 16 | 6  | 4  | 6  | 20 | 19 | +1 | 22     |
| Total             | 3  | 14 | 6  | 4  | 6  | 20 | 19 | +1 | 22     |

## Palmarés
- Copa Verde: 2

2015, 2019
- Campeonato Matogrossense: 12

2003, 2004, 2011, 2013, 2014, 2015, 2017, 2018, 2019, 2021, 2022, 2023
- Copa Governador do Mato Grosso: 3

2010, 2016, 2017